# IC 3640
IC 3640 је спирална галаксија у сазвјежђу Береникина коса која се налази на листи објеката дубоког неба у Индекс каталогу.
Деклинација објекта је + 26° 31' 28" а ректасцензија 12h 40m 25,1s. Привидна величина (магнитуда) објекта IC 3640 износи 14,7 а фотографска магнитуда 15,5.